# HMS Fairy (1897)
Pour les autres navires du même nom, voir HMS Fairy.
Le HMS Fairy était un destroyer britannique de la Première Guerre mondiale, doté de trois cheminées et capable d’atteindre 30 nœuds. L’un des trois navires similaires construits par Fairfield pour la Royal Navy, il a été commandé dans le cadre des crédits navals 1896–1897 et fut le sixième navire de la Royal Navy à porter ce nom. En 1913, il est classé, avec d’autres navires de conception similaire, comme destroyer de classe C. Le 31 mai 1918, le HMS Fairy, sous le commandement du lieutenant-commander Geoffrey Howard Barnish, coule après avoir subi de lourds dommages lors de l’éperonnage et du naufrage du sous-marin allemand UC-75.

## Construction et carrière
Le HMS Fairy est mis en chantier le 19 octobre 1896 au chantier naval Fairfield, à Govan (Glasgow), sous le numéro Yard 396, et lancée le 29 mai 1897. Lors de ses essais constructeurs, il atteint la vitesse contractuelle prévue. Il est achevé et admis au service de la Royal Navy en août 1898. Après sa mise en service, il est affecté à la flotte de la Manche. Elle opère principalement dans les eaux territoriales britanniques, au sein de la flotte de la Manche et de la East Coast Flotilla.
Le 2 février 1900, il est commissionné comme navire auxiliaire du HMS Vivid, l’établissement à terre de Devonport, pour servir dans la flottille d’instruction de Devonport. Une semaine seulement après sa mise en service, le Fairy rompt ses amarres dans le port de Falmouth et subit d’importants dommages à la proue et à l’étrave en dérivant contre d’autres navires de la flottille. Réparé à Devonport, il rejoint la flottille au printemps suivant. En mai 1902, ses chaudières sont retubées. Le Fairy est de nouveau refondu en 1908, avec le retubage de ses chaudières.
Le 30 août 1912, l’Amirauté décide que toutes les classes de destroyers porteront une désignation par lettre. Le Fairy est classé parmi les destroyers de classe C, avec les navires conçus pour atteindre 30 nœuds, dotés de trois cheminées. Après le 30 septembre 1913, il est officiellement désigné « destroyer de classe C » et reçoit la lettre « C » peinte sur la coque sous la passerelle ainsi que sur l’une des cheminées, à l’avant ou à l’arrière.

### Première Guerre mondiale
À partir d’août 1914, il est déployé au sein de la 8e flottille de destroyers, basée dans le Firth of Forth, mais en est détaché dès le mois suivant. En octobre, il est rattaché à la Grand Fleet. En juillet 1917, il est transféré à la 7e flottille de destroyers, sur la côte est de l’Angleterre, où il participe aux missions d’escorte de convois.
Le 31 mai 1918, alors qu’il escorte un convoi au large de la côte Est, le sous-marin allemand UC-75 est repéré et éperonné par le cargo SS Blaydonian. Sous le commandement du lieutenant-commander Geoffrey Howard Barnish, le HMS Fairy l’éperonne à deux reprises et parvient à le toucher avec son canon arrière de six livres, contraignant le submersible à se rendre. Le Fairy est sévèrement empoché et coule une heure plus tard, à environ 16 km au sud de Flamborough Head. Le HMS Greyhound secourt l’équipage du destroyer ainsi que les Allemands capturés,.
Il reçoit la distinction de bataille « Côte belge 1914–1917 » pour son service.